# Lijst van personen die een band hebben met Leuven
De lijst van personen die een band hebben met Leuven bevat een (onvolledig) overzicht van personen die in de Belgische stad Leuven zijn geboren en/of zijn overleden. Als grondgebied van de stad Leuven werd de betrokken datum genomen als standpunt; immers, het grondgebied van Leuven verkleinde tijdens de Franse Tijd en vergrootte door de fusie van gemeenten in 1976.

## Voor 1500
- Arnulf van Karinthië (845-899), koning van Lotharingen en Oost-Francië tijdens de Slag bij Leuven (891), vanaf 896 keizer en stichter van de abdij van Keizersberg
- Adela van Leuven (929 - 961)
- Lambert I van Leuven (950-1015), graaf van Leuven
- Godfried van Bath (?-1135), bisschop van Bath
- Hendrik I van Brabant (1165-1235), hertog van Brabant
- Albert van Leuven (circa 1166-1192), bisschop van Luik en heilige
- Servaas van Leuven (13e eeuw), dominicaan
- Thomas van Cantimpré of Thomas van Bellenghem (1201-circa 1272), theoloog
- Fiere Margriet (circa 1207-1225), heilige
- Mathilde van Boulogne (1210) of Mathilde van de Elzas (1161/1165-1210), hertogin-gemalin van Brabant
- Hendrik III van Brabant (1231-1261), hertog van Brabant
- Aleidis van Bourgondië (1233-1273), hertogin-gemalin van Brabant
- Hendrik IV van Brabant (1251-na 1272), hertog van Brabant
- Maria van Brabant (1254-1321), koningin-gemalin van Frankrijk
- Jan I van Brabant (1252/54-1294), hertog van Brabant
- Robert de Vere (1362-1392), graaf van Oxford en hertog van Ierland
- Jan van Heestert (1e helft van de 15e eeuw), kanunnik en schrijver van Latijnse gedichten
- Filips van Saint-Pol (1404-1430), hertog van Brabant
- Dirk Bouts (1410-1475), kunstschilder behorend tot de Vlaamse Primitieven
- Joannes Varenacker (1413-1475), theoloog
- Matthaeus Pipelare (circa 1450-circa 1515), polyfonist en componist
- Albert Bouts (circa 1452/1460-1549), kunstschilder
- Quinten Massijs (I) (circa 1466-1530), kunstschilder
- Matthijs de Layens (1483-?), architect
- Filips van Lannoy (1487-1543), ridder van het Gulden Vlies
- Eustace Chapuys (circa 1490-1556), ambassadeur
- Rutgerus Rescius of Rutger Ressen (circa 1495-1545), humanist
- Johann Veldenaer (15e eeuw – circa 1486/1496), drukker

## 1500 - 1599
- Peter Calentyn (16e eeuw), kapelaan van het Groot-Begijnhof en schrijver
- Gabriël Mudaeus (1500-1560), jurist en humanist
- Nicolaas van der Borcht (1503-1573), bisschop van Middelburg
- Gemma Frisius of Jemme Reinerszoon Frisius (1508-1555), geograaf, wiskundige en arts
- Petrus Phalesius of Pierre Phalèse (circa 1510-1573), muziekuitgever
- Adam Sasbout (1516-1553), minderbroeder en classicus
- Petrus van der Aa (1530-1594), jurist
- Johannes Molanus (1533-1585), theoloog
- Jacques de Bay (1545-1614), theoloog en stichter van Baiuscollege
- Lodewijk Elsevier (1540-1617), uitgever
- Johannes Bertelius (1544-1607), geestelijke en schrijver
- Floris vander Haer (ca 1547-1634), priester en geschiedschrijver
- Martin Delrio (1551-1608), jezuïet
- Simon Boels (ca. 1555 - na 1616), stadsglasschilder
- Jasper Tournay (circa 1530-1635), drukker
- Lucas van Valckenborch (1535-1597), kunstschilder
- Justus Lipsius of Judocus Lips (1547-1606), filoloog, humanist en historiograaf
- Leonardus Lessius of Lenaert Leys (1554-1623), jezuïet
- Cornelius Jansenius (1585-1638), grondlegger van het jansenisme
- Libert Froidmont of Libertus Fromondus (1587-1653), theoloog en natuurkundige
- Jean de Caumont (eind 16e eeuw - 1659), stadsglazenier

## 1600 – 1699
- Jean De Backer (17e eeuw), classicus en dichter
- Boudewijn Catz (circa 1601-1683), aartsbisschop van Utrecht
- Christianus Lupus (1612-1681), Augustijn en theoloog
- Jan Gerard Kerkherdere (1677-1738), historiograaf van keizer Jozef I

## 1700 – 1799
- Pieter Corbeels (1755-1799), verzetsleider tijdens de Boerenkrijg
- Cicercule Paridaens (1769-1838), stichter Paridaensinstituut
- Michael Alexander Joseph van der Beken Pasteel (1789-1864), politicus
- Jan Baptist van der Hulst (1790-1862), kunstschilder en lithograaf

## 1800 – 1899
- Sylvain Van de Weyer (1802-1874), politicus
- Pierre Puyenbroeck (1804-1884), beeldhouwer
- Maximilien Michaux (1808-1890), chirurg en politicus
- Charles Piot (1812-1899), algemeen rijksarchivaris
- Jean Stas (1813-1891), scheikundige
- Joseph Thonissen (1816-1891), jurist en politicus
- Louis Van Overstraeten (1818-1849), architect
- Edward Van Even (1821-1905), letterkundige en stadsarchivaris
- Karel Muldermans (1832-1910), componist en dirigent
- Frédéric Delvaux (1834-1916), politicus
- Justin Muldermans (1843-1921), componist en militaire kapelmeester
- Thomas Van der Veken (1843-1895), politicus en rechter
- François Terby (1846-1911), astronoom
- Edouard Van Beneden (1846-1910), embryoloog en bioloog
- Joris Helleputte (1852-1925), ingenieur, architect en politicus
- Arthur Vierendeel (1852-1940), ingenieur
- Jules de Trooz (1857-1907), filosoof en politicus
- Antonius Eestermans (1858-1931), bisschop van Lahore, Brits-Indië
- Gennaro Rubino (1859-1918), Italiaans anarchist
- Arthur De Greef (1862-1940), pianist en componist
- Jean Delville (1867-1953), kunstschilder
- Prosper Poullet (1868-1937), politicus
- Armand Thiéry (1868-1955), priester-hoogleraar, advocaat, filosoof, psycholoog, ingenieur-architect
- Emiel Vliebergh (1872-1925), jurist en econoom
- Lodewijk Goemans (1881-1957), politicus
- Jozef Cardijn (1882-1967), kardinaal
- Ary Delen (1883-1960), schrijver en kunsthistoricus
- Arthur Janssen (1886-1979), kanunnik en huisprelaat van de paus
- Hendrik Mommaerts (1886-1980), ingenieur en Vlaams activist
- Léon Schreurs (1888-1914), soldaat die in Leuven sneuvelde tijdens de Eerste Wereldoorlog
- Joseph Clynmans (1889-1966), politicus en advocaat
- Hubert Lafortune (1889- ), gymnast
- Dirk Vansina (1894-1967), schrijver
- Georges Lemaître (1894-1966), priester-astronoom

## 1900 – 1999
- Albert Lacquet (1904-2003), hoogleraar-chirurg
- Joannes De Petter (1905-1971), professor en oprichter van het Tijdschrift voor Filosofie
- Gaston Eyskens (1905-1988), politicus
- Louis Janssens (1908-2001), moraaltheoloog
- Victor Broos (1908-1980), architect
- Jan Cobbaert (1909-1995), kunstenaar
- Jef Scherens (1909-1986), wielrenner
- Herman Van Breda (1911-1974), franciscaan en filosoof
- Roger Cockx (1914-1991), kunstschilder
- Hector Goemans (1915-1984), politicus
- Joseph Malula (1917-1989), Congolees kardinaal-aartsbisschop
- Georges Claes (1920-1994), wielrenner
- Alfons Van Uytven (1920), syndicalist
- Ernest Sterckx (1922-1975), wielrenner
- Edward Peeters (1923-2002), wielrenner
- Jan Kerkhofs (1924-2015), jezuïet en godsdienstsocioloog
- Mon Vanden Eynde (1924-1989), atletiektrainer
- André Deruyttere (1925-2004), hoogleraar-ingenieur en bestuurder van de KU Leuven
- Roger Lenaers (1925-2001), jezuïet en classicus
- Hortense Clews-Daman (1926-2006), verzetsstrijdster in de Tweede Wereldoorlog
- Alfred Vansina (1926-2018), politicus
- Jan Hinnekens (1927-2013), bestuurder Belgische Boerenbond
- Berck (= Arthur Berckmans) (1929-2020), striptekenaar
- Jacques Louf (1929-2010), trappist
- Frédéric Etsou-Nzabi-Bamungwabi (1930-2007), kardinaal-aartsbisschop van Kinshasa, Congo-Kinshasa
- Mark Eyskens (1933), politicus
- Jan Hoet (1936-2014), museumconservator
- Willy Kuijpers (1937-2020), politicus
- Roger Van Overstraeten (1937-1999), stichter van ESAT en IMEC
- Louis Tobback (1938), politicus
- Paul Roekaerts (1939), atleet
- Vic Goedseels (1940-2024), landbouwkundig ingenieur en hoogleraar
- André Dehertoghe (1941-2016), atleet
- Daniël Jansens (1942-1980), stripscenarist
- Paul Claes (1943), schrijver
- Luk Vanhorenbeek (1943-2014), politicus
- Magda Aelvoet (1944), politica
- Luc Smets (1947-2023), zanger en componist
- Fred Brouwers (1948), radio- en televisiepresentator
- Magda Ilands (1950), atlete
- Gilles Villeneuve (1950-1982), Canadees Formule 1-coureur
- Carl Devlies (1953), politicus
- Lea Alaerts (1954), atlete
- Sonja Castelein (1954), atlete
- Marc Coessens (1954), acteur
- Guido Eekhaut (1954), schrijver
- Frank Vandenbroucke (1955), politicus
- Danny Pieters (1956), hoogleraar en politicus
- Michel Wuyts (1956), wielerwedstrijdcommentator en publicist
- Roland Liboton (1957), veldrijder
- Marleen Merckx (1958), actrice
- Dirk Claes (1959), politicus
- Koenraad Elst (1959), filosoof en antropoloog
- Rudi Vranckx (1959), journalist
- Guido Tastenhoye (1959-2007), journalist en politicus
- Dirk Vansina (1959), politicus
- André Antoine (1960), politicus
- Jan Bardi (1961), goochelaar en mentalist
- William Van Dijck (1961), atleet
- Rudi Janssens (1962-2021), socioloog
- Els Dottermans (1964), actrice
- Luc Steeno (1964), zanger
- Katelijne Boon (1965), radiopresentator
- Patricia Ceysens (1965), politica
- Sam Dillemans (1965), kunstschilder
- Serge Quisquater (1965), zanger en mediafiguur
- Steph Goossens (1966), acteur
- Johanna Spaey (1966), journaliste en schrijfster
- Ann De Greef (1967), dierenactiviste
- Eddy Demarez (1967), journalist
- Tom Van Landuyt (1967), acteur en zanger
- Stef Wolput (1967), expeditieklimmer
- Goedele Devroy (1968), journaliste
- Eva Brems (1969), politica en professor
- Wim De Vilder (1969), VRT-nieuwsanker
- Bruno Tobback (1969), politicus
- Anne Somers (1970), acteur
- Jan Eelen (1970), televisieregisseur en scenarist
- Vincent Rijmen (1970), cryptograaf
- Paul Magnette (1971), politicus
- Jef Aerts (1972), schrijver en muzikant
- Mimount Bousakla (1972), politica
- Adriaan Van den Hoof (1972), acteur, diskjockey en mediafiguur
- Kris Stroobants, (1973), dirigent
- Judith Vanistendael (1974), striptekenares
- Saïd El Khadraoui (1975), politicus
- Thomas Hertog (1975), natuurkundige
- Goedele Wachters (1975), nieuwslezeres
- Joos Valgaeren (1976), voetballer
- Saskia De Coster (1976), auteur en kunstenaar
- Brenda Froyen (1978-2024), auteur en activiste
- Djeke Mambo (1977), atleet
- Kim Gevaert (1978), atlete
- Jeroen Meus (1978), kok en televisiepresentator
- Lennaert Maes (1978), zanger
- Chris Van Espen (1979), acteur
- Laurent Delorge (1979), voetballer
- Melissa van Hoorn (1979), politica
- Mohamed Ridouani (1979), politicus
- Stan Van Samang (1979), zanger en acteur
- Noemie Schellens (1979), sopraan en actrice
- K.R. Valgaeren (1979), schrijver
- Pieter Gysel (1980), schaatser
- Jesse Stroobants (1980), atleet
- Jurgen Van Goolen (1980), wielrenner
- Kristof Aelbrecht (1981), voetballer en voetbaltrainer
- Katrien Houtmeyers (1981), politica en onderneemster
- Mark De Man (1983), voetballer
- Sofie Joan Wouters (1985), actrice
- Sander Armée (1985), wielrenner
- Thomas Matthys (1985), atleet
- Frauke Penen (1985), atlete
- Joren Seldeslachts (1986), acteur
- Catherine Timmermans (1986), atlete
- Ruben Van Gucht (1986), journalist
- Dries Mertens (1987), voetballer
- Kim Ruell (1987), atleet
- Tim Rummens (1987), atleet
- Nele Armée (1988), inline-skatester en schaatsster
- Denis Odoi (1988), voetballer
- Selah Sue (1989), singer-songwriter
- Simon Van de Voorde (1989), volleybalspeler
- Sennek (1990), zangeres
- Bart Swings(1991), Inline skater en langebaan schaatser
- Elias Lasisi (1992), basketballer
- Jasper Stuyven (1992), wielrenner
- Laurens Sweeck (1993), veldrijder
- Marjolein Lindemans (1994), atlete
- Dennis Praet (1994), voetballer
- Ben Broeders (1995), atleet
- Elise Mertens (1995), tennisspeelster
- Jorre Verstraeten (1997), judoka
- Celine Van Gestel (1997), volleybalster
- Pieter Sisk (1999), atleet

## 2000 – heden
- Luka Cruysberghs (2000), zangeres
- Gloria Monserez (2001), actrice, presentatrice, zangeres
- Daan Dierckx (2003), voetballer